# Řetězový most v Poděbradech
Řetězový most v Poděbradech překonával v letech 1842–1888 řeku Labe poblíž poděbradského zámku. Šlo v pořadí o čtvrtý most tohoto typu v českých zemích.

## Historie
Starý dřevěný most, který ve 14. století postavili pánové z Kunštátu, byl značně poničen zejména velkou povodní v roce 1784. Na nejstarším vyobrazení Poděbrad z roku 1650 je most s pěti kamennými pilíři s břity na návodní i povodní straně a s dřevěnou mostovkou, na panoramatu města z doby okolo roku 1830 jsou ale zakresleny dřevěné pilíře, což je vysvětlováno poškozením starého mostu v roce 1784. Barokní socha klečícího sv. Jana Nepomuckého od J. Bergmana datovaná na podstavci rokem 1761 na jižním předmostí pochází z původního mostu.
Základní kámen nového, řetězového mostu byl slavnostně položen 21. června 1841. Projekt řídil zástupce silničního komisariátu Ing. Bořický, projektantem byl autor mnoha řetězových mostů Bedřich Schnirch, stavbu prováděl Jan Antonín Meissner z Cvikova, železnou konstrukci dodala železárna hraběte Stadiona v Českých Budějovicích. Dokončený most byl slavnostně otevřen 14. září 1842 za účasti nejvyššího zemského purkrabího Karla Chotka, hejtmana bydžovského kraje, zástupců c. k. silničního komisariátu, poděbradského panství a poděbradského magistrátu. Při té příležitosti byla provedena i zatěžkávací zkouška mostu vozy s nákladem 1070 centýřů. Poděbradský děkan Tadeáš Veselý nový most posvětil a odsloužil slavnostní mši za asistence kněžstva ze širokého okolí. Slavnost doprovázel i průvod školní mládeže v jednotném ošacení v bílé a modré barvě. Za závěr slavnosti uspořádal baron Sina na zámku velkou hostinu.
Brzy po zahájení provozu došlo, pravděpodobně vlivem konstrukční chyby, ke zkřížení mostu v protilehlých ložiskách, žulové kvádry pod ložisky pukly a musely být zpevněny železnými obručemi. Koncem roku 1842 byla na základě guberniálního příkazu na mostě umístěna varovná tabule s upozorněním, že se tam smí jezdit jen krokem. V roce 1885 se přetrhl jeden mostní prut. V roce 1888 byl uprostřed řeky vystavěn mohutný podpěrný mostní pilíř ze žulových kvádrů, který je v původní podobě dochován. Most sloužil až do roku 1888.
V roce 1889 byl řetězový most nahrazen železným, mostovka byla v roce 1953 a poté znovu v roce 2008 nahrazena železobetonovou, pilíře mostu z roku 1889 však zůstaly.

## Popis
Most překonával Labe jediným zavěšeným polem o světlosti asi 85 metrů a byl ukončen mohutnými empirovými pylony. Mostní věže, klenuté brány z pískovcových kvádrů, vysoké téměř 9 m, sloužily jako mostní pilíře. Vozovka byla tvořena silnými dubovými trámy a zavěšena na čtyřech mohutných řetězech dlouhých 95 metrů a sestávajících ze 32 článků.
Na most přes Labe navazuje inundační kamenný obloukový most zvaný Kanály.